# Enrique Henríquez
Enrique Henríquez (Oporto, julio de 1536 – Tívoli, 28 de enero de 1608) fue un teólogo jesuita.

## Vida
Cristiano nuevo y hermano de Manuel López, fue muy joven a estudiar a Alcalá y vivió en el colegio, donde fue recibido en la Compañía de Jesús y estudió Artes. Después de enseñar gramática en Plasencia, cursó la teología en Salamanca. Leyó casos de conciencia (1563-1566) en Monterrey y en Salamanca, donde fue prefecto de estudios (1566-1571). Fue también profesor de teología en Córdoba (1573), Granada (1574) y Sevilla (1576). En esta ciudad examinó a Teresa de Jesús y, escéptico en un principio, acabó aprobando su espíritu y su obra. Regresó a Salamanca y preparó su Theologiae Moralis Summa, obra que tuvo muchos contradictores, y fue examinada y aprobada con dificultades en la Congregación General V (1593-1594). Una nueva oposición, y algunas reprensiones le movieron a pedir licencia al Papa para pasar a los dominicos. Unos meses más tarde, los buenos oficios de Gregorio de Valencia (antiguo discípulo suyo en Salamanca) lograron que volviera a la Compañía de Jesús.
De su obra sólo se pudo imprimir la primera parte. Trata del fin del hombre y de los medios internos y externos para lograrlo, de las penas eclesiásticas, censuras e indulgencias, del sacramento del Orden y la potestad de las Ilaves, y de si la suprema autoridad reside en el papa o en el concilio ecuménico. La segunda iba a versar sobre el decalogo y los mandamientos de la Iglesia católica y la tercera, sobre las obligaciones particulares con los otros hombres. Su método consiste en exponer brevemente la doctrina, y añadir lo que él llama «glosa»: explicación de la doctrina, razonada y confirmada con otros autores. Así pretendía obviar las dificultades que ofrecían otras «Sumas» excesivamente compendiosas (como la de Tomás Cayetano, cuya erudición elogia) y la longitud de otras, poco aptas para los que no disponen de mucho tiempo.
Ejerció gran influjo en los moralistas posteriores. Alfonso María de Ligorio le tuvo en mucha estima. Su obra constituye el primer esfuerzo serio de lo que después serían las «instituciones morales»: la exposición de la doctrina moral dentro de un sistema orgánico. Fiel seguidor del espíritu y métodos de la Escuela de Salamanca y partidario de Tomás de Aquino, atacó el proyecto de la Ratio Studiorum, porque veía en él una máquina contra la doctrina del Santo Doctor. Pero no incurrió en el servilismo, y la estructuración de su doctrina revela puntos de vista originales. Conoce a fondo y cita a teólogos antiguos y modernos, incluso a los que no habían publicado sus escritos (Mancio de Corpus Christi, Juan Gallo, Pedro de Sotomayor) o que escribieron en castellano para los fieles (como la Guía de Pecadores de Fray Luis de Granada).

## Obras
- Theologiae Moralis Summa (Salamanca, 1591, 1593).
- De Pontificis Romani Clave (Salamanca, 1593. Los 3 v. forman el primer tomo de la obra anunciada. El libro fue destruido por intervención del Nuncio. Queda un ejemplar en El Escorial).